# Neylandville
Neylandville – miasto w Stanach Zjednoczonych, w stanie Teksas, w hrabstwie Hunt.